# شهرستان توماشوف لوبلسکی
شهرستان توماشوف لوبلسکی (به لهستانی: Powiat Tomaszów Lubelski) یک شهرستان در لهستان است که در استان لوبلین واقع شده‌است. شهرستان توماشوف لوبلسکی ۱٬۴۸۷٫۱ کیلومتر مربع مساحت و ۸۸٬۳۴۳ نفر جمعیت دارد.